# Суднопідіймачі Центрального каналу в Бельгії
Суднопідіймачі Центрального каналу в Бельгії — чотири плунжерні суднопідіймачі, розташовані на старій трасі Центрального каналу в Бельгії, що розташована переважно в межах комун Ля-Лювьєр і Ле-Рьо провінції Ено. Ці чотири суднопідіймача є єдиними в світі суднопідіймачами кінця 19 — початку 20 століття, які збереглися у первісному вигляді і підтримуються у робочому стані. 1988 року внесені ЮНЕСКО до списку об'єктів Світової спадщини.
2002 року промислове використання суднопідіймачів припинено у зв'язку з відкриттям нової ділянки на трасі Центрального каналу — між комуною Ля-Лювьєр і селом Авр (фр. Havré, валон. Avrè). Стара траса на цій ділянці каналу і чотири старих суднопідіймача використовується лише для туристичних прогулянок.

## Загальні данні
| Номер | Населений пункт                          | Координати                                                                    | Висота підйому, м | Фото |
| ----- | ---------------------------------------- | ----------------------------------------------------------------------------- | ----------------- | ---- |
| № 1   | Удан-Гоні (фр. Houdeng- Gœgnies)         | 50°29′15.93″ пн. ш. 4°10′31.83″ сх. д. / 50.4877583° пн. ш. 4.1755083° сх. д. | 15.40             |      |
| № 2   | Удан-Емрі (фр. Houdeng- Aimeries)        | 50°28′57.76″ пн. ш. 4°8′30.12″ сх. д. / 50.4827111° пн. ш. 4.1417000° сх. д.  | 16.93             |      |
| № 3   | Стрепі-Бракні (фр. Strépy- Bracquegnies) | 50°28′52.97″ пн. ш. 4°8′12.41″ сх. д. / 50.4813806° пн. ш. 4.1367806° сх. д.  | 16.93             |      |
| № 4   | Тьйо (фр. Thieu)                         | 50°28′18.47″ пн. ш. 4°5′37.26″ сх. д. / 50.4717972° пн. ш. 4.0936833° сх. д.  | 16.93             |      |